# Liste der Gewässer in Schleswig-Holstein
Diese Liste der Gewässer in Schleswig-Holstein umfasst Standgewässer, Fließgewässer, Kanäle und Küstengewässer an Nord- und Ostsee.

## Standgewässer
Angegeben sind, wenn bekannt, jeweils die Flächen der Gewässer in Hektar (ha) oder Quadratkilometer (km²):

### A
- Aassee (21 ha)
- Achtersee (4 ha)
- Ahrensee (56 ha)
- Alsens Tongrube (15 ha)
- Ankerscher See (12 ha)
- Arenholzer See (82 ha)
- Armensee (27 ha)
- Audorfer See (91 ha)

### B
- Baggerkuhle (10 ha)
- Barkauer See (48 ha)
- Barsbeker See (18 ha)
- Barschsee (1 ha)
- Beckersbergsee (1 ha)
- Behlendorfer See (63 ha)
- Behler See (2,77 km²)
- Behmsches Lehmloch (0,7 ha)
- Belauer See (1,13 km²)
- Benzer See, Großer (13 ha)
- Benzer See, Kleiner (9 ha)
- Binnenhorster Teich (6 ha)
- Bischofssee (48 ha)
- Bistensee (1,46 km²)
- Blankensee (Lübeck) (23 ha)
- Blunker See (20 ha)
- Borgdorfer See (49 ha)
- Bocksee (2 ha)
- Bocksteich (4 ha)
- Bodenteich (Teich) (5 ha) (vgl. Bodenteich)
- Bokholter See (5 ha)
- Bollingstedter Mühlenteich (9 ha)
- Bordesholmer See (71 ha)
- Borgdorfer See (49 ha)
- Borgstedter Enge (51 ha)
- Bornbrook (11 ha)
- Bornhöveder See (71 ha)
- Bornhöveder Seenkette
- Börnsee (11 ha)
- Bothkamper See (1,36 km²)
- Borsteler Mühlenteich (5 ha)
- Bossee (32 ha)
- Bothkamper See (1,36 km²)
- Bottschlotter See (56 ha)
- Brahmsee (1,09 km²)
- Brake (Kreis Steinburg) (3 ha)
- Brammer Teich (15 ha)
- Brammersee (1 ha)
- Brautsee (7 ha)
- Bredenbeker Teich (35 ha)
- Brodauer Hausteich (7 ha)
- Brunsteich (1 ha)
- Bünzer Teich (1,2 ha)
- Bültsee (20 ha)
- Bundesgaarder See (56 ha)
- Burger Binnensee (2,9 km²)
- Burggraben (Uetersen)
- Burgsee (Schleswig) (32 ha)
- Busdorfer Teich (14 ha)

### C
- Culpiner See (18 ha)

### D
- Dassower See (8 km²)
- Dausee (7 ha)
- Dieksee (3,86 km²)
- Dobersdorfer See (3,12 km²)
- Domsee (7 ha)
- Dörpsee (Emkendorf) (5 ha)
- Dörpsee (Schülldorf) (8 ha)
- Dörpumer Mergelkuhlen (9 ha)
- Drachensee (Kiel) (7 ha)
- Drahtteich (7 ha)
- Drömlingsee (7 ha)
- Drüsensee (73 ha)

### E
- Edebergsee (8 ha)
- Edendorfer Tonkuhle (3 ha)
- Einfelder See (1,7 km²)
- Elsensee (Quickborn) (3 ha)
- Engbrücksee (6 ha)
- Großer Eutiner See (2,3 km²)
- Kleiner Eutiner See (37 ha)

### F
- Fastensee (36 ha)
- Felder See (5 ha)
- Finkhaus (1 ha)
- Flörkendorfer Mühlenteich (2 ha)
- Flörkendorfer Teich (12 ha)
- Flügger Teich (1 ha)
- Fockbeker See (35 ha)
- Forellensee Holm (4,2 ha)
- Forellensee b. Witzeeze
- Freudenthaler See (6 ha)
- Flemhuder See (90 ha)
- Fresensee (< 1 ha)
- Fuhlensee (Ruhwinkel) (2 ha), bei Ruhwinkel im Kreis Plön
- Fuhlensee (Strande) (15 ha), bei Strande im Kreis Rendsburg-Eckernförde
- Fuhlensee (Wahlstorf) (14 ha), bei Wahlstorf im Kreis Plön
- Ehemaliger Fuhlensee, bei Meldorf im Kreis Dithmarschen

### G
- Gammellunder See (24 ha)
- Gammendorfer Binnensee (4 ha)
- Garrensee (18 ha)
- Gassersee (1 ha)
- Giesensdorfer See (1 ha)
- Glashütter Waldsee (2 ha)
- Glinder Mühlenteich (4 ha)
- Gödfeldteich (35 ha)
- Goossee (11 ha)
- Görnitzer See (7 ha)
- Grabauer See (32 ha)
- Grammsee (16 ha)
- Grebiner See (28 ha)
- Griebeler See (15 ha)
- Große Tonkuhle (5 ha)
- Großensee (See) (75 ha)
- Großer Benzer See (13 ha)
- Großer Binnensee (4,8 km²)
- Großer Mühlenteich (Lensahn) (14 ha)
- Großer Mustiner See (23 ha)
- Großer Schierensee (50 ha)
- Großer Schnaaper See (17 ha)
- Großer Stoltenhof (15 ha)
- Grundloser See (Panker) (1 ha)
- Grüner Brink (37 ha)
- Gudower See (71 ha)
- Güsdorfer See (5 ha)
- Güster Baggerseen (1,3 km²)

### H
- Haddebyer Noor (1 km²)
- Halbmond (See) (1 ha)
- Hansdorfer See (14 ha)
- Hasensee (5 ha)
- Havetofter See (11 ha)
- Hegesee (8 ha)
- Heickenteich (3 ha)
- Heidenberger Teich (3 ha)
- Heidensee (Holstein) (15 ha)
- Heidteich (Lübeck) (3 ha)
- Heidteich (Owschlag) (10 ha)
- Helkenteich (6 ha)
- Hellerteich (5 ha)
- Hemmelmarker See (82 ha)
- Hemmelsdorfer See (4,5 km²)
- Herrenteich (Reinfeld) (40 ha)
- Hochfelder See (13 ha)
- Hofsee (Kittlitz) (12 ha)
- Hofteich (Großrolübbe) (4 ha)
- Höftsee (19 ha)
- Hohner See (71 ha)
- Hoisdorfer Teich (4 ha)
- Holmarksee (2 ha)
- Holmer Noor (1 ha)
- Holmer See (Arlau) (2,6 km²)
- Holmer See (Schlei) (6 ha)
- Holtsee (See) (3 ha)
- Holzsee (Nettelsee) (19 ha) (vgl. Holzsee)
- Honigsee (See) (4 ha)
- Hühnerkampsteich (1,3 ha)
- Hülltofter Tief (13 ha)
- Hüttenteich (Scharbeutz) (5 ha) (vgl. Hüttenteich)
- Hüxterteich (2 ha)

### I
- Idstedter See (34 ha)
- Ihlsee, bei Bad Segeberg (29 ha)
- Ihlsee (Malente) (1 ha)
- Ihlsee (Mielkendorf) (2 ha)
- Ihlsee (Süsel) (1 ha)
- Iskjörsee (2 ha)
- Itzstedter See (14 ha)

### J
- Jevenstedter Teiche

### K
- Kahlebüller See (4 ha)
- Karnaphof Teich (4 ha)
- Karpfenteich (Rosenhagen) (7 ha)
- Kartevel (7 ha)
- Kasseteich (60 ha)
- Katinger Priel (1,2 km²)
- Kellersee (5,6 km²)
- Kembser See (12 ha)
- Ketelsbeker Teich (6 ha)
- Kieler Bootshafen (0,4 ha)
- Kirchsee (10 ha)
- Klasterteich (3 ha)
- Kleiner Benzer See (0,9 ha)
- Kleiner Binnensee (25 ha)
- Kleiner Kiel (6 ha)
- Kleiner Madebrökensee (3,5 ha)
- Kleiner Mustiner See (7 ha)
- Kleiner Schierensee (22 ha)
- Kleiner Schnaaper See (4 ha)
- Kleiner Ukleisee (2 ha)
- Klempauer Hofsee (9 ha)
- Klenzauer See (10 ha)
- Klüthsee (25 ha)
- Knipphagelsteich (4 ha)
- Kohlborn (3 ha)
- Kolksee (Kasseedorf) (4 ha)
- Kolksee (Schellhorn) (3 ha)
- Kollsee (2 ha)
- Krebssee (Mölln) (Gem. Lehmrade) (10 ha)
- Krebssee (Lübeck) (2 ha)
- Kronenloch (2,1 km²)
- Kronsee (23 ha)
- Krummsee (Kreis Ostholstein) (12 ha)
- Krupunder See (7 ha)
- Großer Küchensee (1,8 km²)
- Kleiner Küchensee (19 ha)
- Kudensee (39 ha)
- Kuhlsee (12 ha)
- Kührener Teich (31 ha)
- Kühsener See (2 ha)
- Kulkensee (1 ha)
- Kupfermühlenteich (6 ha)

### L
- Laaschsee (3 ha)
- Ladelunder Mergelkuhle (5 ha) + (2 ha)
- Lagune Beltringharder Koog (Beltringharder Koog) (5,6 km²)
- Lammersteich (6 ha)
- Langensee (Holstein) (33 ha)
- Langholzer See (3 ha)
- Langsee (Kiel) (5 ha)
- Langsee (Kosel) (26 ha)
- Langsee (Schleswig) (Gem. Süderfahrenstedt) (1,5 km²)
- Lankauer See (30 ha)
- Lanker See (3,3 km²)
- Lanzer See (20 ha)
- Lasbeker Mühlenteich (8 ha)
- Lebebensee (2 ha)
- Lebrader Teich (Vogelfreistätte Lebrader Teich) (69 ha)
- Lehmbruch Teich (9 ha)
- Lindhorster Teich (12 ha)
- Lockutsee (5 ha)
- Lohmühlenteich (Hohenlockstedt) (4 ha)
- Löptiner See (10 ha)
- Lottsee (2 ha)
- Lübbersdorfer Hofteich (4 ha)
- Lüngsee (2 ha)
- Lustsee (Langwedel) (18 ha)
- Lütauer See (43 ha)
- Lütjensee (Kirchbarkau) (4 ha)
- Lütjensee (Lütjensee) (33 ha)
- Lütjensee (Lebrade) (5 ha)
- Lütjensee (Stocksee) (1 ha)
- Lüttmoorsee (2,8 km²)

### M
- Großer Madebrökensee (3,9 ha)
- Malzmüllerwiesenteich (2,5 ha)
- Manhagener See (15 ha)
- Marienwohlder See (11 ha)
- Mechower See (1,6 km²)
- Messin (See) (vgl. Messin) (6 ha)
- Messingschlägerteich (6 ha)
- Methorstteich (18 ha)
- Middelburger See (26 ha)
- Middelburger Seen (Naturschutzgebiet)
- Molfsee (See) (30 ha)
- Mönchneversdorfer Hofteich (15 ha)
- Mönchteich (24 ha)
- Mönkeberger See (3 ha)
- Moorteich (Heilshoop) (19 ha)
- Möllner Seenplatte
- Mötjensee (6 ha)
- Möwensee (3 ha)
- Mözener See (1,2 km²)
- Muggesfelder See (27 ha)
- Mühlensee (Plön) (5 ha)
- Mühlenteich (Bokel) (17 ha)
- Mühlenteich (Bollingstedt) (9 ha)
- Mühlenteich (Bünzen) (0,3 ha)
- Mühlenteich (Glücksburg) (33 ha)
- Mühlenteich (Gräberkate) (5 ha)
- Mühlenteich (Heikendorf) (2 ha)
- Mühlenteich (Hohenlockstedt) (4 ha)
- Mühlenteich (Lübeck), siehe Wakenitz
- Mühlenteich (Reinbek), siehe Bille
- Mühlenteich (Rensefeld) (1 ha)
- Mühlenteich (Rethwischmühle) (2 ha)
- Mühlenteich (Schmalstede) (10 ha)
- Mühlenteich (Selk) (2 ha)
- Mühlenteich (Siezbüttel) (7 ha)
- Mühlenteich (Springhoe) (6 ha)
- Großer Mustiner See (23 ha)

### N
- Nehmser See (23 ha)
- Nettelsee (See) (7 ha) (vgl. Nettelsee)
- Neubrooksteich (1 ha)
- Neuer Teich (Kletkamp) (26 ha)
- Neuer Teich (Rathjensdorf) (9 ha)
- Neukirchener See (10 ha)
- Neupugum (10 ha)
- Neustädter Binnenwasser (1,20 + 0,24 km²)
- Neversdorfer See (81 ha)
- Niederteich (8 ha)
- Niehuussee (15 ha)
- Niendorfer Binnensee (Teil des Schaalsees)
- Nücheler See (9 ha)
- Nusser See (10 ha)

### O
- Oberer Ausgrabensee (4 ha)
- Oberer Eimersee (2 ha)
- Oberteich (Kasseedorf) (7 ha)
- Oberteich (Lammershagen) (Der Oberteich) (4 ha)
- Oldenburger See (5 ha)
- Ornumer Noor (30 ha)
- Osterwischteich (7 ha)
- Överdiek (10 ha)
- Owschlager See (23 ha)

### P
- Parksee (Panker) (5 ha)
- Passader See (2,7 km²)
- Pehmer See (4 ha)
- Peper See (2 ha)
- Peverlingsee (2 ha)
- Phulsee (4 ha)
- Pinnsee (3 ha)
- Pipersee (16 ha)
- Großer Plöner See (28,4 km²)
- Kleiner Plöner See (2,39 km²)
- Plötscher See (8 ha)
- Plußsee (13 ha)
- Großer Pönitzer See (1,08 km²)
- Kleiner Pönitzer See (18 ha)
- Pönitzer Seenplatte
- Poggensee (Bad Oldesloe) (9 ha), bei Bad Oldesloe
- (Großer) Pohlsee (50 ha)
- Kleiner Pohlsee (6 ha)
- Pohnsdorfer Stauung (1 km³)
- Poolsee (1 ha)
- Postfelder Teich (1 ha)
- Postsee (2,76 km²)
- Pötenitzer Wiek (5,09 km²)
- Priestersee (Schaalsee) (15 ha)
- Prophetensee (0,1 ha)

### R
- Rammsee (Brekendorf) (2 ha)
- Rammsee (See) (3 ha)
- Rantumbecken (2,9 km²)
- Rantzauer See (8 ha)
- Rastlebener See (1 ha)
- (Großer) Ratzeburger See (14,3 km²)
- Redingsdorfer See (13 ha)
- Reethsee (4 ha)
- Rendsburger Stadtsee (4 ha)
- (Großer) Rensinger See (8 ha)
- Reinbeker Mühlenteich (6 ha)
- Rickelsbüller Koogsee (80 ha)
- Ritzerauer Hofsee (4 ha)
- Rixdorfer Teich (30 ha)
- Roikier See (4 ha)
- Rosenburger Tief (6 ha)
- Rosensee (29 ha)
- Rother Teich (1 ha)
- Rottensee (37 ha)
- Rüder See (2 ha)
- Rumer See (1 ha)
- Rümlandteich (18 ha)
- Rummelteich (6 ha)
- Ruppersdorfer See (24 ha)
- Ruschensee (7 ha)
- Ruttebüller See (53 ha)
- Vorderer Russee (20 ha)

### S
- Sagauer See (11 ha)
- Sahrensdorfer See (19 ha)
- Salemer See (36 ha)
- Salzensee (9 ha)
- Sankelmarker See (57 ha)
- Sarnekower See (25 ha)
- Sarzbüttler Moor (21 ha)
- See an den Funktürmen (6 ha)
- Seedorfer Küchensee (43 ha)
- Seedorfer See (75 ha)
- Seefeldersee (6 ha)
- Seekamper See (45 ha)
- Seelust (Hennstedt)
- Großer Segeberger See (1,7 km²)
- Segrahner See (6 ha)
- Sehlendorfer Binnensee (77 ha)
- Selenter Moor (26 ha)
- Selenter See (22,4 km²)
- Selker Noor (56 ha)
- Sibbersdorfer See (60 ha)
- Söbyer See (12 ha)
- Spannsee (12 ha)
- Stormsteich (2,2 ha)
- Subkrogsee (2 ha)
- Südensee (63 ha)
- Süderkoogtief (3 ha)
- Suhrer See (1,4 km²)
- Sulsdorfer Wiek (19 ha)
- Süseler Baum (See) (2 ha) (vgl. Süseler Baum)
- Süseler Moor (7 ha)
- Süseler See (77 ha)

### SCH
- Schaalsee (23,5 km²)
- Schackenteich (3 ha)
- Scharsee (36 ha)
- Schierensee (Wankendorf) (30 ha)
- Schierensee (Grebin) (13 ha)
- Großer Schierensee (50 ha)
- Schirnauer See (75 ha)
- Schloß Teich (Glücksburg) (17 ha), siehe Schloss Glücksburg (Glücksburg) #Schlossteich
- Schluensee (1,3 km²)
- Schlutuper Mühlenteich (8 ha)
- Schmalensee (See) (90 ha)
- Schmalsee (18 ha)
- Schmarksee (7 ha)
- Schöhsee (78 ha)
- Schrapenteich (10 ha)
- Schreventeich #Das Gewässer Schreventeich (4 ha)
- Schulensee (19 ha)
- Schülldorfer See (25 ha)
- Schulsee (12 ha)
- Schüttenteichholz (2 ha)
- Schwanensee (Plön) (2 ha) (vgl. Schwanensee)
- Schwansener See (1,12 km²)
- Schwartau See (2 ha), siehe Schwartauer See
- Schwarze Kuhle (Lankau) (1 ha)
- Schwarze Kuhle (Salem) (3 ha)
- Schwarzsee (Mölln) (3 ha)
- Schwentinesee (62 ha)
- Schwonausee (7 ha)

### ST
- Stadtsee (Mölln) (14 ha)
- Rendsburger Stadtsee (4 ha)
- Stendorfer See (54 ha)
- Stenzerteich (18 ha)
- Stocksee (Kreis Plön) (2,07 km²)
- Stoffsee (12 ha)
- Stolper See (1,33 km²)
- Stormsteich (2 ha)
- Stubbenteich (5 ha)

### T
- Taschensee (40 ha)
- Timmerhorner Teich (8 ha)
- Tongrube Muldsberg (33 ha)
- Tonteich (3 ha)
- Torfsee (3 ha)
- Trammer See (1,63 km²)
- Tremser Teich (13 ha)
- Trenter See (11 ha)
- Trenthorster Mühlenteich (9 ha)
- Trentsee (Malente) (4 ha)
- Trentsee (Plön) (9 ha)
- Tresdorfer See (1,1 km²)
- Trelleborgsee (7 ha)
- Treßsee (5 ha)
- Tröndelsee (24 ha)
- Tröndelteich (1 ha)

### U
- Ukleisee (32 ha)
- Unterer Ausgrabensee (5 ha)

### V
- Viehteich (8 ha)
- Vierer See (1,3 km²)
- Vollstedter See (29 ha)
- Vorderer Russee (20 ha)

### W
- Wakenitz (1,12 km²)
- Waldhusener Moorsee (16 ha)
- Waldhusener Tief (9 ha)
- Wallnauer Teich (7 ha)
- Wardersee (3,6 km²), bei Bad Segeberg
- Wardersee (Kreis Rendsburg-Eckernförde) (55 ha)
- Weddelbrooker Mühlenteich (5 ha)
- Wehrenteich (12 ha)
- Weißkniewehle (2 ha)
- Wellsee (25 ha)
- Wenkendorfer Binnensee (38 ha)
- Wennsee (8 ha)
- Wesebyer See (2 ha)
- Wesseker See (52 ha)
- Westensee (6,84 km²)
- (Angler-) Teich Westerkoog (Pellworm) (6 ha)
- Westerwerk (12 ha)
- Wielener See (25 ha)
- Wilstedter See (18 ha)
- Windebyer Noor (3,89 km²)
- Winderatter See (24 ha)
- Wittensee (9,9 km²)
- Woltersteich (36 ha)

### Z
- Ziegeleiteich (Aukrug) (0,5 ha)
- Ziegelsee (Mölln) (36 ha)

## Fließgewässer

### A
- Aalbek (Hemmelsdorfer See)
- Aalbek (Stör)
- Adelbybek
- Alster
- Alte Schwentine
- Alte Soholmer Au
- Ammersbek (Alster)
- Arlau
- Aschehornbek
- Aubek

### B
- Ballerbek
- Barlau
- Barnitz
- Barsbek (Fluss)
- Basshornlaufgraben
- Beek (Tarpenbek)
- Bekau
- Bellerbek
- Bellerbek (Gieselau)
- Berliner Au
- Beste
- Bille
- Bilsener Bek
- Bisnitz/Bißnitz
- Bitternbek
- Bokeler Au
- Boklunder Au
- Bollingstedter Au
- Bondenau
- Bornau, siehe Alte Schwentine
- Braaker Au
- Bramau
- Brammer Au
- Brandsau
- Bredenbek (Alster)
- Bredenbek (Bünzau)
- Broklandsau
- Brokstedter Au
- Brostedter Au
- Brunsbach (Schleswig-Holstein)
- Bünningstedter Aue
- Bünzau
- Buckener Au
- Bullenbach
- Bullenbek
- Bunsbach
- Burbek (Bünzau)
- Burgwedelau

### C
- Corbek
- Curauer Au

### D
- Delvenau
- Depenau, siehe Alte Schwentine
- Dosenbek
- Drosselbek
- Düpenau

### E
- Ebach (Pinnau)
- Ehlerbach
- Eider
- Ekeberger Au
- Elbe

### F
- Faule Trave
- Flökendorfer Au
- Flottbeck
- Forellenbach (Schleswig-Holstein)
- Füsinger Au
- Fuhlenau

### G
- Geilenbek
- Gieselau
- Geilenbek
- Glasbek
- Glinder Au
- Gölmbach
- Gösebek
- Grenzau
- Grimsau
- Gronau (Pinnau)
- Groot Beek, siehe Beste #Süderbeste

### H
- Haberniser Au
- Habyer Au
- Hagener Au
- Hanerau
- Hardebek-Brokenlander-Au
- Haselunder Au
- Hasselbek
- Heidgraben (Pinnau, Uetersen)
- Heidgraben (Pinnau, Moorrege)
- Heilsau
- Helenaue
- Hellbach, siehe Hellbachtal
- Höllenau
- Hörnerau
- Höstruper Au
- Hogenholtbek
- Hollenbek (Alte Schwentine)
- Holmingau
- Honigau
- Hopfenbach (Hunnau)
- Horstbek
- Hudau
- Hunnau
- Husumer Mühlenau
- Große und Kleine Hüttener Au

### I
- Imme (Arlau)

### J
- Jerrisbek (Treene)
- Jevenau
- Jörlau

### K
- Kapellenbach (Bünzau)
- Kattbek
- Kielstau
- Kirchweddelbach
- Klosterdeichwetter (Pinnau)
- Kolholmer Au
- Koseler Au
- Kossau
- Krambek (Luhnau)
- Krambek (Pinnau)
- Kranbernbek
- Kremper Au
- Krückau
- Krumbek
- Kührener Au, siehe Alte Schwentine

### L
- Langeloher Graben
- Lautrupsbach
- Lecker Au
- Leezener Au
- Lienau
- Linnau
- Limbrookgraben
- Lippingau
- Loiter Au
- Lottbek
- Lütt Beek, siehe Beste #Süderbeste
- Lüttauer Bek, siehe Möllner Seenplatte
- Luhnau

### M
- Medebek
- Meiereibach (Mühlenau)
- Miele (Fluss)
- Mildau
- Mitbek
- Mözener Au
- Moorau
- Moorbeck
- Mühlenau, siehe Alte Schwentine
- Mühlenau (Selenter See)
- Mühlenau (Bekau)
- Mühlenau (Pinnau)
- Mühlenau (Wehrau)
- Mühlenbach (Grimsau), Mühlenbek
- Mühlenbarbeker Au
- Mühlenbek (Brammer Au)
- Mühlenbek (Flensburg)
- Mühlenbek (Stör)
- Munkbrarupau

### N
- Neuwührener Au
- Nettelau
- Norderbeste

### O
- Oetjendorfer Mühlenbach
- Ohmoorgraben
- Ohrtbrookgraben
- Olpenitz
- Osbek
- Ossenmoorgraben
- Ostenau
- Osterau (Bramau)
- Osterau (Broklandsau)
- Ottenbütteler Mühlenbach

### P
- Pinnau
- Pinnau (Mölln), siehe Möllner Seenplatte
- Postau, siehe Alte Schwentine
- Poyenberger Bek

### R
- Rabeler Scheidegraben
- Radesforder Au
- Rantzau (Fluss)
- Reetbek
- Rehmsbach
- Rehmsbek
- Reinsbek (Fluss)
- Rheider Au
- Rhin (Elbe)
- Rodau
- Rugenwedelsau
- Rüterbek

### S
- Salzau
- Sellbek
- Seebek (Schlei)
- Soholmer Au
- Sorge
- Spolsau
- Süderbeste
- Sylsbek

### SCH
- Schiernau
- Schleibach
- Schmalenbrooksbek
- Schmalfelder Au
- Schölmer Au
- Schwale
- Schwartau
- Schwarze Au
- Schwarze Bek, siehe Schwarzenbek #Gewässer
- Schwastrumer Au
- Schwentine

### ST
- Stecknitz
- Stehweddelbek
- Stegau
- Stekendammsau
- Stellau
- Stellauer Bach
- Stellmoorer Quellfluss
- Stepenitz (Trave)
- Stichelsbach
- Stör (Elbe)
- Stubbenbek

### T
- Taerbek
- Tarpenbek
- Tarpenbek-Ost
- Tensfelder Au
- Thuraubek
- Tönsbek
- Trave
- Treene
- Tröndelbach

### W
- Wakenitz
- Wandse
- Weddelbek (Süderau)
- Weddelbek (Buckener Au)
- Wedeler Au
- Wegebek
- Wellspanger Au
- Wennebek
- Westerau (Gieselau)
- Wiemersdorfer Au
- Wilsterau
- Wischbek (Alster)
- Wischbek (Bokeler Au)
- Wischbek (Bünzau)

## Kanäle
- Alster-Beste-Kanal
- Bongsieler Kanal
- Breitenburger Kanal
- Bütteler Kanal
- Dükerkanal
- Eiderkanal
- Elbe-Lübeck-Kanal
- Gieselau-Kanal
- Nord-Ostsee-Kanal
- Schaalsee-Kanal
- Soholmer-Au-Kanal
- Stecknitzkanal

## Küstengewässer

### Nordsee
- Bensley
- Butterloch
- Helgoländer Bucht
  - Lister Tief
  - Hörnum Tief
  - Rummelloch
  - Vortrapptief
  - Heverstrom
    - Mittelhever
    - Norderhever
    - Süderhever

  - Norder Aue
  - Süder Aue
  - Rütergat
  - Schmaltief
  - Purrenstrom
  - Wesselburener Loch
  - Meldorfer Bucht
    - Piep

### Ostsee
- Kieler Bucht
  - Flensburger Förde
    - Geltinger Bucht

  - Eckernförder Bucht
  - Schlei
  - Kieler Förde
  - Fehmarnsund
- Fehmarnbelt
- Mecklenburger Bucht
  - Lübecker Bucht
  - Neustädter Bucht

## Nicht eingeordnet
- Schellbruch
- Flussgebietseinheit Eider
- Flussgebietseinheit Schlei/Trave